# Cornereva

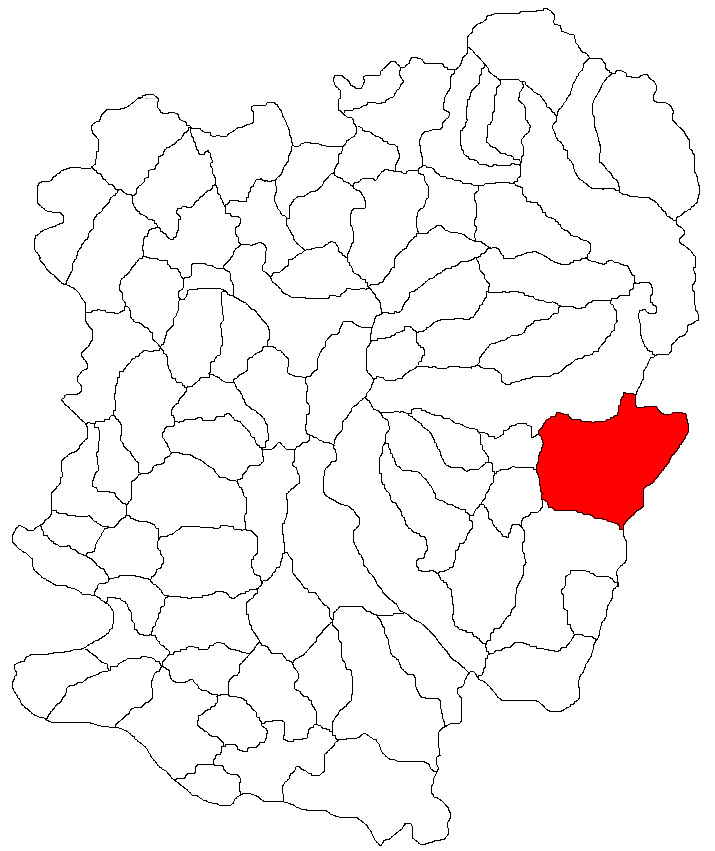
Lage der Gemeinde Cornereva im Kreis Caraș-Severin

Cornereva (deutsch Korniarewa, ungarisch Somosréve auch Kornyaréva) ist eine Gemeinde im Kreis Caraș-Severin in der Region Banat in Rumänien. Zur Gemeinde Cornereva gehören 40 Dörfer: Cornereva (Gemeindesitz), Arsuri, Bogâltin, Bojia, Borugi, Camena, Creșel, Costiș, Cozia, Cracu Mare, Cracu Teiului, Dobraia, Dolina, Gruni, Hora Mare, Hora Mică, Ineleț, Izvor, Lunca Florii, Lunca Zaicii, Mesteacăn, Negiudin, Obița, Pogara, Pogara de Sus, Poiana Lungă, Prisăcina, Prislop, Ruștin, Scărișoara, Strugasca, Studena, Sub Crâng, Sub Plai, Topla, Țațu, Zănoci, Zbegu, Zmogotin, Zoina. Gemessen an der Fläche ist Cornereva die größte Gemeinde in Rumänien.

## Geografische Lage
Cornereva liegt an der Kreisstraße (drum județean) DJ608  im Banater Gebirge, im Osten des Kreises Caraș-Severin, in 35 Kilometer Entfernung von Băile Herculane und 65 Kilometer von Caransebeș. Im Osten grenzt die Gemeinde an die Kreise Gorj und Mehedinți.

## Nachbarorte
| Izvor    | Creșel                                      | Dolina  |
| Negiudin | Kompassrose, die auf Nachbargemeinden zeigt | Studena |
| Borugi   | Bogâltin                                    | Zoina   |

## Geschichte
Der Ort wurde 1518 erstmals urkundlich erwähnt. 1543 tritt die Ortschaft unter der Bezeichnung Konyorova in Erscheinung. Weitere Schreibweisen waren: Kanyorova (1584), Kuneirova (1603). Auf der Josephinischen Landaufnahme von 1717 ist der Ort Cornia-Reva mit 60 Häuser eingetragen. Seit der Verwaltungsreform von 1968 gehören der Gemeinde Cornereva 40 Dörfer (Weiler) an, mit dem Gemeindesitz in Cornereva.
Nach dem Österreichisch-Ungarischen Ausgleich (1867) wurde das Banat dem Königreich Ungarn innerhalb der Doppelmonarchie Österreich-Ungarn angegliedert. 
Im ersten Jahrzehnt des 20. Jahrhunderts fand das Gesetz zur Magyarisierung der Ortsnamen (Ga. 4/1898) Anwendung, einschließlich der Magyarisierung aller Toponyme auf Kartenwerken, Grundbuchauszügen und Stadtplänen. Die amtliche Ortsbezeichnung war Somosréve.
Die ungarischen Ortsbezeichnungen blieben bis zur Verwaltungsreform von 1923 im Königreich Rumänien gültig, als die rumänischen Ortsbezeichnungen eingeführt wurden.
Der Vertrag von Trianon am 4. Juni 1920 hatte die Dreiteilung des Banats zur Folge, wodurch Cornereva an das Königreich Rumänien fiel.

## Bevölkerungsentwicklung
| 1880 | 5884 | 5857 | 13 | 14 | -  |
| 1910 | 6105 | 6049 | 41 | 13 | 2  |
| 1930 | 5360 | 5345 | 9  | -  | 6  |
| 1977 | 4387 | 4380 | -  | 1  | 6  |
| 2002 | 3403 | 3402 | -  | -  | 1  |
| 2021 | 2707 | 2631 | -  | -  | 76 |